# Fonsi Nieto
Pour les articles homonymes, voir Nieto.
Alfonso Gonzalez Nieto (né le 2 décembre 1978 à Madrid en Espagne) est un pilote de vitesse moto espagnol. Il est le neveu d'Ángel Nieto. En 2010, il court en Moto 2.
En 2009, il participe aux 1 000 kilomètres d'Algarve en catégorie LMP2, à bord d'une Lucchini LMP2/08 exploitée par Q8 Oils Hache Team. Il fait équipe avec Máximo Cortés et Carmen Jordá. L'équipage espagnol est contraint à l'abandon,,,.